# 颱風夏浪 (2014年)
颱風夏浪（英語：Typhoon Halong，國際編號：1411，聯合颱風警報中心：WP112014，菲律賓大氣地球物理和天文管理局：Jose）為2014年太平洋颱風季第十一個被命名的風暴。「夏浪」（Hạ Long）一名是由越南提供，即當地著名風景區下龍灣。

## 發展過程

### 形成初期
2014年7月26日，一個低壓區於楚克北方海面上生成。同日，美國海軍研究實驗室給予擾動編號90W。下午1時，聯合颱風警報中心對其在24小時內形成為熱帶氣旋的機會給予「LOW」的評級。 
7月28日上午2時，聯合颱風警報中心對其評級提升為「MEDIUM」。上午9時，聯合颱風警報中心對其發佈熱帶氣旋形成警報。上午10時，日本氣象廳將其升格為熱帶低氣壓。下午2時，聯合颱風警報中心將其評級提升為「HIGH」。下午8時，聯合颱風警報中心將其升格為熱帶低氣壓，並給予編號11W。
7月29日上午8時，聯合颱風警報中心將其升格為熱帶風暴。上午9時，日本氣象廳對其發出烈風警告。中午11時，中央氣象台將其升格為熱帶風暴。中午12時，日本氣象廳將其升格為熱帶風暴，並命名為夏浪。此时夏浪正开发出一个不明显的云卷风眼。中午12時30分，韓國氣象廳將其升格為熱帶風暴。下午2時，中央氣象局將其升格為輕度颱風。下午8時，中央氣象台將其升格為強熱帶風暴。
7月31日上午8時，澳門地球物理暨氣象局將其升格為熱帶風暴。
8月1日上午8時，夏浪進入香港天文台的責任範圍，故將其強度評級為強烈熱帶風暴。中午12時，日本氣象廳將其升格為強烈熱帶風暴。下午2時，澳門地球物理暨氣象局將其升格為強烈熱帶風暴。

### 急劇增強，達到顛峰
擁有明顯季風低壓特徵的強烈熱帶風暴娜基莉帶來強烈垂直風切變，令夏浪發展曾經變得遲緩，出現中心冷雲蓋，甚至一度出現底層環流中心外露的情况。隨着娜基莉進入東海北部，遠離夏浪，垂直風切變開始轉弱，同時夏浪處於一片海水溫度高的海域，橫向輻散於24小時內大幅改善。
8月2日，夏浪爆發性增強。上午2時，聯合颱風警報中心亦將其升格為一級颱風。同時，中央氣象局將其升格為中度颱風，澳門地球物理暨氣象局跟隨其後升格為颱風。中央氣象台和香港天文台皆於同時間將其升格為颱風。上午3時，日本氣象廳將其升格為颱風。上午8時，中央氣象台將其升格為强颱風。同時，聯合颱風警報中心將其直接升格為三級颱風。下午2時，聯合颱風警報中心將其升格為四級颱風。同時，中央氣象台將其升格為超強颱風。香港天文台在下午3時45分將其升格為強颱風，更在晚上9時45分進一步將其升格為超強颱風。同時，聯合颱風警報中心亦將其升格為四級超級颱風。
8月3日上午2時，聯合颱風警報中心將其升格為五級超級颱風，令夏浪成为2014年北半球第一個五級颱風，一分鐘平均風速140節。同時，中央氣象局亦將其升格為強烈颱風。

### 進入眼牆置換，逐漸減弱
8月3日下午，夏浪進入眼牆置換，因此其強度開始減弱。下午8時，聯合颱風警報中心將其降格為四級超級颱風。
8月4日上午8時，聯合颱風警報中心將其降格為四級颱風。夏浪的眼牆置換失敗，眼牆破裂，導致其強度開始急速下降。上午11時，中央氣象台將其降格為強颱風。下午2時，聯合颱風警報中心將其降格為三級颱風。下午4時，香港天文台將其降格為強颱風。下午8時，中央氣象局將其降格為中度颱風。
8月5日午夜2時，聯合颱風警報中心將其降格為二級颱風。
8月6日午夜2時，聯合颱風警報中心將其降格為一級颱風。到了中午，夏浪的眼牆置換轉趨結束，並開始重新增強。下午2時，聯合颱風警報中心將其升格為二級颱風。下午8時，聯合颱風警報中心將其降格為一級颱風。
8月8日上午8時，中央氣象台將其降格為颱風。同時，香港天文台將其降格為颱風。

### 橫過日本，轉化為溫帶氣旋
8月10日上午2時，聯合颱風警報中心將其降格為熱帶風暴。上午5時，夏浪於日本高知縣安藝市附近登陸。上午10時，夏浪於兵庫縣姬路市附近登陸。下午2時，日本氣象廳和香港天文台將其降格為強烈熱帶風暴。同時，中央氣象台將其降格為強熱帶風暴。
8月11日上午8時，日本氣象廳認為夏浪已經轉化為一股溫帶氣旋。同時，香港天文台亦認為夏浪已經轉化為一股溫帶氣旋。下午8時，中央氣象台認為夏浪已經轉化為一股溫帶氣旋。

### 事後調整
其後，於日本氣象廳發佈的最佳路徑中，日本氣象廳將夏浪的氣壓上調至920hPa。

## 影響

### 關島
7月30日早上，夏浪在關島以北近距離掠過，关岛当局发出了烈风警报，但由於當時夏浪強度不高，因此沒有對關島造成明顯影響。

### 菲律賓
8月2日上午5時，菲律賓大氣地球物理和天文管理局將夏浪升格為颱風，下午7時15分進入菲律賓責任範圍，菲律賓大氣地球物理和天文管理局發佈第一報熱帶氣旋資訊，並命名為Jose。
8月6日下午11時，菲律賓大氣地球物理和天文管理局對其發佈最後一報熱帶氣旋資訊。

### 日本

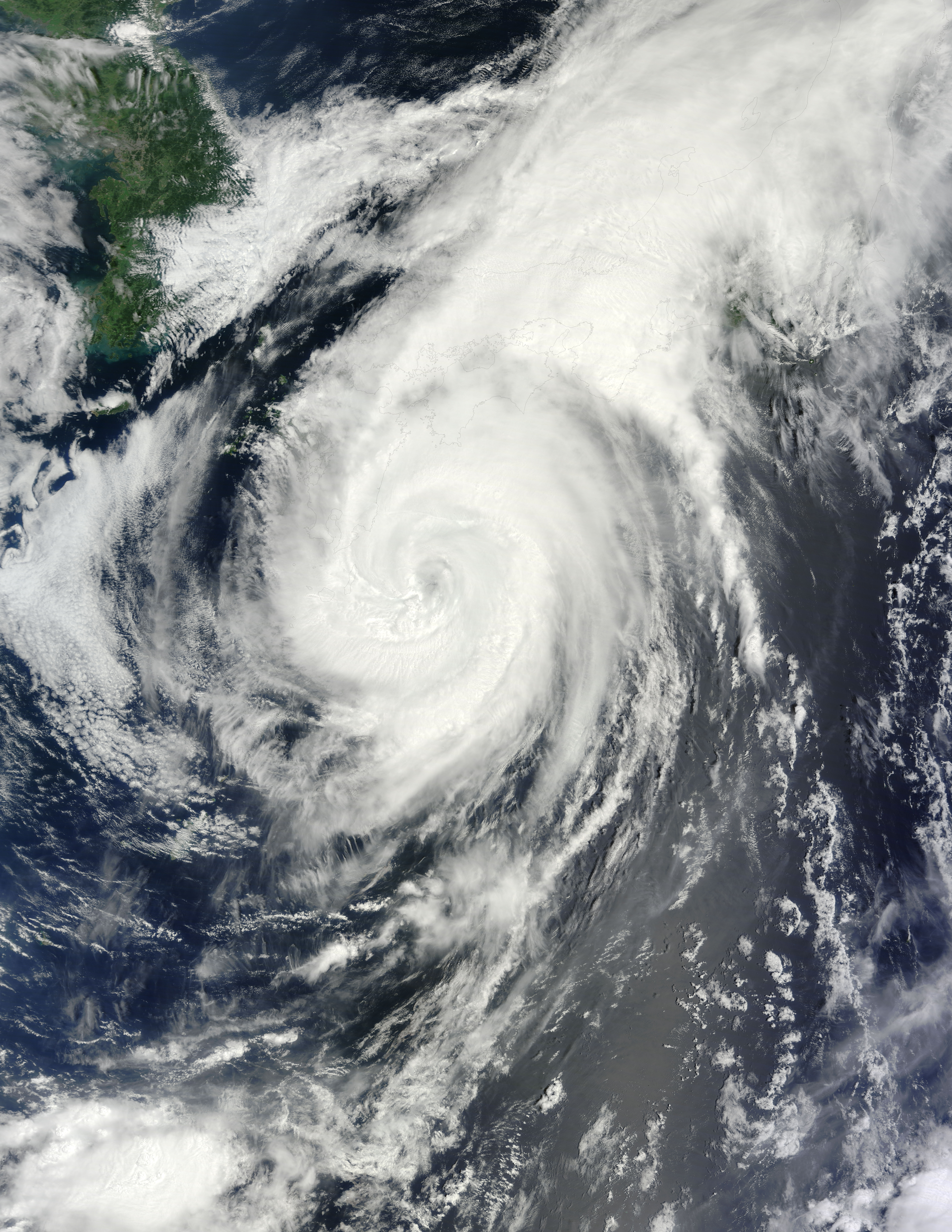
颱風夏浪在8月9日逼近日本四國

8月7日下午，夏浪的中心於沖繩縣的南大東島及北大東島以東40公里內掠过，南大東島测站测下了953.8百帕的最低气压以及北大東島測站32.1m/s的最大持续风速。
8月9日，日本氣象廳對三重縣發出大雨特別警報（包括泥石流特别警报及水浸特別警報）、暴風警報、洪水警報及大浪警報。
於夏浪吹襲期間，造成10人死亡，2人失蹤，同有70多人受傷。

## 外部連結
- （日語）日本氣象廳首頁 （页面存档备份，存于）
- （英文）聯合颱風警報中心首頁 （页面存档备份，存于）
- （简体中文）中央氣象台首頁
- （繁體中文）中央氣象局首頁 （页面存档备份，存于）
- （繁體中文）香港天文台首頁 （页面存档备份，存于）
- （繁體中文）澳門地球物理暨氣象局首頁 （页面存档备份，存于）
- （英文）菲律賓大氣地球物理和天文管理局首頁 （页面存档备份，存于）